# The Eras Tour
Pour le film tiré de la tournée, voir Taylor Swift: The Eras Tour.
Tournées par Taylor Swift
Reputation Stadium Tour
(2018)
The Eras Tour est la sixième tournée de la chanteuse américaine Taylor Swift prévue en 2023 et 2024. N'ayant pas fait de tournées pour ses albums Lover, Folklore et Evermore à cause de la pandémie de COVID-19, Taylor Swift se lance dans une tournée pour promouvoir tous ses albums dont l'avant-dernier intitulé Midnights. Cette tournée des stades nord et sud-américains, européens et asiatiques a commencé le 17 mars 2023 à Glendale en Arizona et s'est terminée le 8 décembre 2024 à Vancouver au Canada, donnant un total de 149 concerts à travers le monde. Les recettes de la tournée dépassent les deux milliards de dollars — un record —, pour 10 168 008 tickets vendus.

## Contexte
À cause de la pandémie de Covid-19, Taylor Swift est obligée d'annuler ce qui aurait été sa sixième tournée nommée le Lover Fest prévue pour l'été 2020, lancée pour promouvoir son septième album studio, Lover sorti en 2019,. Depuis cette tournée annulée, l'autrice-compositrice-interprète a sorti trois autres albums studios : Folklore et Evermore en 2020 et Midnights en 2022.
Dans les jours précédant la sortie de Midnights le 21 octobre 2022, le site officiel britannique de la chanteuse confirme de façon indirecte une future tournée mondiale en offrant l'accès « un code d'accès exclusif pour la prévente de la prochaine et bientôt annoncée tournée britannique de Taylor Swift » en précommandant l'album. En outre, elle a réenregistré deux anciens albums, sortis à nouveau en 2021 : Fearless et Red.
Le 1er novembre 2022, Swift annonce dans Good Morning America et par ses réseaux sociaux que sa sixième tournée s'intitulera The Eras Tour. Elle la décrit comme « un voyage à travers toutes les ères musicales de sa carrière ». La première partie de la tournée, concentrée aux États-Unis, s'étalera du 17 mars au 5 août 2023. Les premières parties de cette tournée seront Paramore, Haim, Phoebe Bridgers, Beabadoobee, Girl in Red, Gayle, Gracie Abrams, Muna, Owenn et Sabrina Carpenter. Deux artistes par date. Devant la forte demande, huit nouvelles dates américaines sont annoncées le 4 novembre. Le 11 novembre, elle ajoute dix-sept nouvelles dates, doublant (voire triplant) ses concerts dans les villes déjà annoncées.
Le 2 juin 2023, huit dates sont annoncées en Amérique du Sud et en Amérique du Nord, notamment au Mexique, en Argentine et au Brésil. Le 20 juin sont annoncés les dates asiatiques et européennes. Le 3 août, elle annonce de nouvelles dates pour le Canada et les États-Unis.
Deux autres anciens albums sont réenregistrés et sortent en 2023 : Speak Now et 1989, qui rencontrent un grand succès et popularisent plus encore son répertoire.
Le 19 avril 2024 sort son 11ème album studio The Tortured Poets Department dont elle intègre certains titres dans la setlist à partir de la première date à Paris le 9 mai 2024.

## Mise en vente

### Amérique du Nord
Avant la mise en vente générale des places pour la tournée américaine prévue le 18 novembre 2022, une prévente exclusive est proposée par Ticketmaster le 15. Les fans sont invités à se préenregistrer entre le 1er et le 9 novembre pour recevoir un code leur permettant d'y accéder. Les prix sont annoncés quelques jours avant la vente, les billets simples allant de $49 à $449 et les packs VIP entre $199 et $899. La demande pour la tournée est telle que le matin du 15 novembre, le site de Ticketmaster US lâche en plein milieu de la vente. Le 17 novembre, Ticketmaster annonce l'annulation de la vente générale prévue le lendemain, n'ayant plus assez de billets en stock pour couvrir la demande. Selon Greg Maffei, le directeur de Live Nation Entertainment, la prévente était prévue pour 1,5 million de personnes — sur les 3,5 millions qui s'étaient préenregistrés pour y accéder — mais 14 millions se sont connectés. En tout, 2,4 millions de tickets sont vendus ce jour-là, ce qui est un record en nombre de ventes de tickets de concert par un artiste en une seule journée.
Lorsque aucune date au Canada n'est annoncée lors des annonces de juin 2023, le premier ministre du pays, Justin Trudeau, poste un message sur les réseaux sociaux demandant à Swift d'ajouter des dates dans son pays. Un mois après ce message, en août, six dates sont ajoutées à Toronto suivi, en novembre, de l'annonce de trois dates à Vancouver. Après cette annonce, les prix des hôtels de la ville augmentent considérablement, certains allant jusqu'à mettre en place des prix treize fois supérieurs juste pour les soirs des concerts.

### Amérique latine

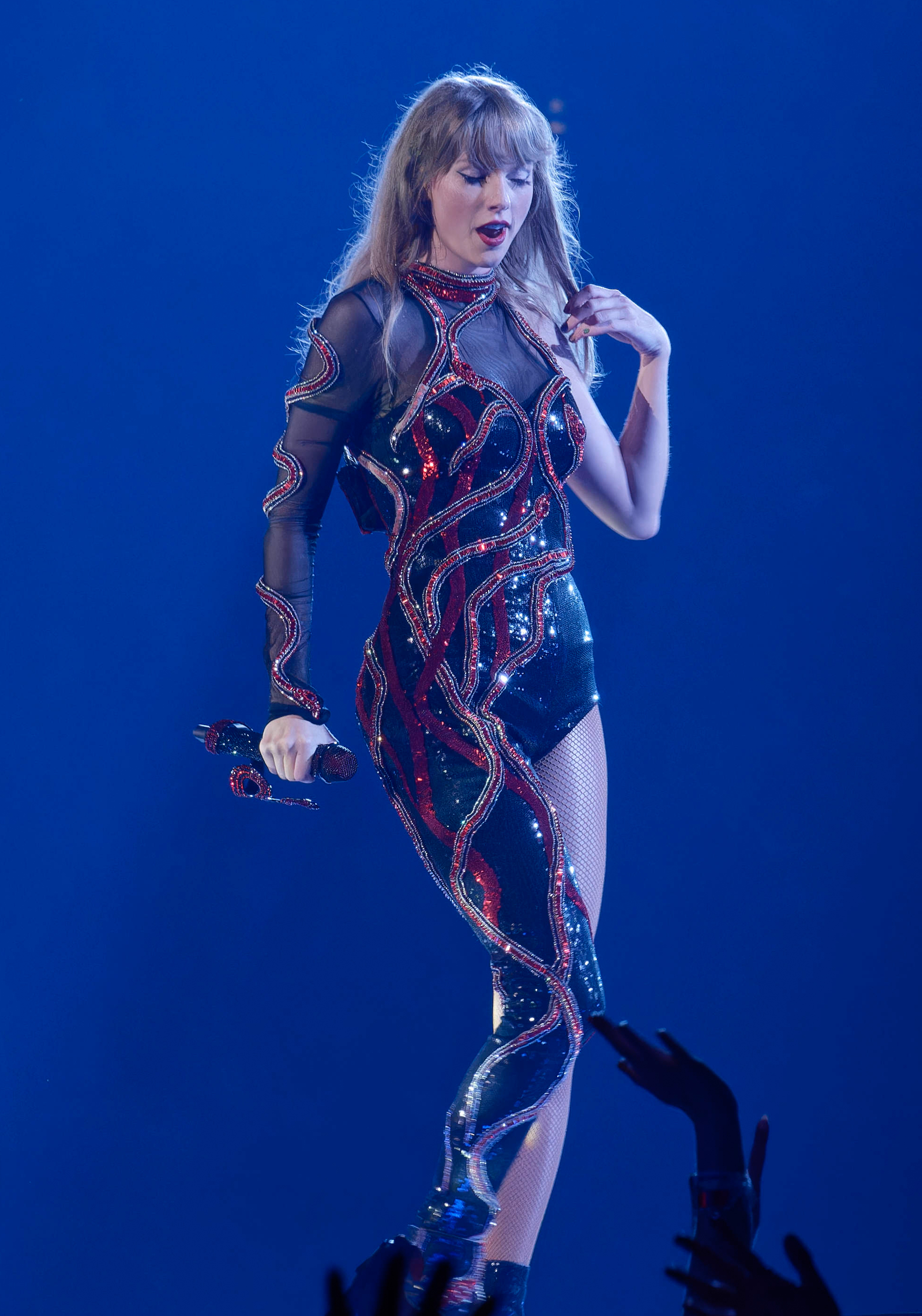
Taylor Swift lors de son concert à Arlington le 2 avril 2023.

La banque Banco Patagonia organise une prévente pour ses membres le 5 juin. Près d'un million de personnes se connectent pour 24 000 tickets disponibles. Lors de la mise en vente générale le 6 juin, deux millions de personnes se connectent sur Ticketmaster pour tenter d'avoir des places, ce qui pousse le management de Taylor Swift à annoncer une troisième date au Stade Monumental Antonio Vespucio Liberti.
À la suite de l'annonce des dates, le 2 juin, des fans commencent à camper pour obtenir les tickets physiques mis en vente directement à l'Allianz Parque le 12 juin suivant. Le 11, la police est obligée d'intervenir après que des revendeurs armés aient attaqué des fans faisant la queue pour les places pour récupérer leur place dans la file. Lors de la prévente Mastercard le 9 juin, tous les billets se vendent en 30 minutes alors que près d'un million de personnes font la queue pour les obtenir. Pour la vente générale du 12, près de deux millions de personnes se connectent. Le 20 juin, le Congrès national du Brésil fait passer une loi, la « loi Taylor Swift » qui pénalise les revendeurs de tickets de 4 ans de prison et une amende valant 100 fois le prix initial du billet revendu.
Après l'annonce des dates, le président chilien Gabriel Boric poste une vidéo sur YouTube demandant à la chanteuse d'ajouter une date dans son pays.

### Asie-Pacifique
À Singapour, une prévente organisée par United Overseas Bank pour ses membres de Singapour, Malaisie, Thaïlande, Indonésie et Viêt Nam pour le 5 juillet déclenche une augmentation sans précédent de la demande de création de compte chez eux. Lors de la préinscription pour la vente générale, 8 millions de personnes se sont enregistrées.
Près de quatre millions de personnes ont participé à la prévente pour les dates australiennes le 29 juin. Le reste des places se sont vendues en moins de 3h lors de la vente générale le lendemain.
En Nouvelle-Zélande, le ministre des Finances Grant Robertson a déclaré être déçu d’apprendre que la chanteuse américaine ne viendrait dans son pays, malgré sa forte popularité. Il a ajouté qu’il ne financerait pas de campagne afin de la faire venir. Le Fonds pour les évènements majeurs ne peut pas être utilisé pour faire venir Taylor Swift à Auckland.

### Europe
Pour le concert au Stade national de Varsovie d'une capacité d'environ 73 000 personnes, 600 000 se sont préenregistrées pour accéder à la vente.
Plus d'un million de codes envoyés et des problèmes techniques internes à Ticketmaster France poussent la plateforme à interrompre la vente des places pour les dates parisiennes puis pour les dates lyonnaises, avant de reculer la mise en vente des places des dates françaises.
Le maire de Budapest Gergely Karacsony a envoyé une lettre à la chanteuse pour la convaincre de venir se produire en Hongrie. Il a publié sa demande sur les réseaux sociaux pour faire circuler sa demande jusqu’à la chanteuse.

## Impact commercial massif
Les journalistes du média Pollstar décrivent The Eras Tour comme étant The Greatest Show on Earth. Il est estimé au moment du premier concert qu’en moyenne 53 900 billets vendus par représentation avec un tarif moyen de 253 dollars, représentaient environ 13,6 millions de dollars bruts.
Selon le média américain Travelpulse, l'impact des concerts américains sur l'économie directe du pays est de 5 milliards de dollars. Les villes ayant accueilli des dates de la tournée ont vu le taux d'occupation de leurs hôtels battre des records. La ville de Los Angeles annonce que la tenue des six concerts dans sa ville a engendré un impact économique de 320 millions de dollars et la création de 3 300 emplois.
Les recettes de la billetterie pour sa tournée sont estimées en décembre 2023 à plus d'un milliard de dollars pour 4,35 millions de tickets vendus, ce qui constitue un record écrasant les précédents. C'est, en effet, la première fois qu'une tournée récolte plus d'un milliard de dollars pour les seules ventes de billets. Et l'estimation ne vaut que pour les 60 premiers concerts, jusqu'au 15 novembre 2023. Le montant des recettes globales de la tournée est annoncé début décembre 2024, au lendemain du dernier concert au Canada : 2,070 milliards de dollars, sans tenir compte du merchandising, pour 10 168 008 tickets vendus, avec un prix moyen, élevé, de 204 dollars par ticket. C'est de loin un record pour les recettes, devant la tournée du groupe Coldplay Music of the Spheres World Tour qui a cependant attiré plus de spectateurs. Un concert donné à Melbourne en Australie a été le concert le plus attractif, avec 96 006 spectateurs. Les huit concerts donnés à Londres au stade de Wembley ont attiré 753 112 personnes au total.

### Impact environnemental
La tournée The Eras Tour de Taylor Swift a suscité des critiques en raison de son empreinte carbone élevée, notamment liée aux trajets en jet privé et aux déplacements massifs des spectateurs. Selon une étude de Greenly, l’ensemble de la tournée pourrait avoir généré plusieurs milliers de tonnes de CO₂, illustrant l’impact environnemental considérable des grands événements musicaux mondiaux.

## Scénographie
Le set comporte 45 chansons (46 à partir de mai 2024 ) pour une durée de 3 h 15 environ et débute avec Miss Americana & The Heartbreak Prince issu de son album Lover (2019). Elle est entourée de 16 danseurs lors de sa prestation et change plusieurs fois de costume et de décors.
Lors de la première chanson, elle porte un justaucorps couvert d'éléments scintillants. Elle apparait entourée de ses danseurs portant des coquillages Swiftopecten Swiftii. Après le set acoustique, elle plonge à l'intérieur de l'avancée de la scène. Durant Look What You Made Me Do, une vidéo mettant en scène ses différents looks durant ses 18 ans de carrière est diffusée.
Pour les chansons issues de ses albums Folklore et Evermore, elle se produit dans un décor rappelant celui qu'elle avait utilisé lors de sa prestation aux Grammys en 2021

## Setlist
Setlist pour les concerts allant du 17 mars 2023 au 9 mai 2024 :
ACTE I - Lover
1. Miss Americana & the Heartbreak Prince
2. Cruel Summer
3. The Man
4. You Need to Calm Down
5. Lover
6. The Archer

ACTE II - Fearless
1. Fearless
2. You Belong with Me
3. Love Story

ACTE III  - Evermore
1. 'tis the damn season (remplacée du 23 juillet 2023 au 9 août 2023 par No Body, No Crime avec le groupe Haim)
2. willow
3. marjorie
4. champagne problems
5. tolerate it

ACTE IV - Reputation
1. ...Ready for It?
2. Delicate
3. Don't Blame Me
4. Look What You Made Me Do

ACTE V - Speak Now
1. Enchanted
2. Long Live (intégrée à la setlist à partir du 7 juillet 2023)

ACTE VI- Red
1. 22
2. We Are Never Ever Getting Back Together
3. I Knew You Were Trouble
4. Nothing New (feat. Phoebe Bridgers) (ajouté du 5 mai 2023 au 28 mai 2023)
5. All Too Well (10 minute version)

ACTE VII - Folklore
1. invisible string (remplacée par the 1 à partir du 31 mars 2023)
2. betty
3. the last great american dynasty
4. august
5. illicit affairs
6. my tears ricochet
7. cardigan

ACTE VIII - 1989
1. Style
2. Blank Space
3. Shake It Off
4. Wildest Dreams
5. Bad Blood

ACTE IX - Chansons surprises
1. Surprise 1 (guitare acoustique)
2. Surprise 2 (piano)

ACTE X - Midnights
1. Lavender Haze
2. Anti-Hero
3. Midnight Rain
4. Vigilante Shit
5. Bejeweled
6. Mastermind
7. Karma

Setlist à partir du 9 mai 2024 :
ACTE I - Lover
1. Miss Americana & the Heartbreak Prince
2. Cruel Summer
3. The Man
4. You Need to Calm Down
5. Lover

ACTE II - Fearless
1. Fearless
2. You Belong with Me
3. Love Story

ACTE III - Red
1. 22
2. We Are Never Ever Getting Back Together
3. I Knew You Were Trouble
4. All Too Well (10 minute version)

ACTE IV - Speak Now
1. Enchanted

ACTE V - Reputation
1. ...Ready for It?
2. Delicate
3. Don't Blame Me
4. Look What You Made Me Do

ACTE VI - Folklore + Evermore
1. cardigan
2. betty
3. champagne problems
4. august
5. illicit affairs
6. my tears ricochet
7. marjorie
8. willow

ACTE VII - 1989
1. Style
2. Blank Space
3. Shake It Off
4. Wildest Dreams
5. Bad Blood

ACTE VIII - The Tortured Poets Department
1. But Daddy I Love Him
2. So High School
3. Florida!!! (feat. Florence Welch) (ajouté du 20 août 2024 au 20 octobre 2024)
4. Who's Afraid Of Little Old Me?
5. Down Bad
6. Fortnight
7. The Smallest Man Who Ever Lived
8. I Can Do It with a Broken Heart

ACTE IX - Chansons surprises
1. Surprise 1 (guitare acoustique)
2. Surprise 2 (piano)

ACTE X - Midnights
1. Lavender Haze
2. Anti-Hero
3. Midnight Rain
4. Vigilante Shit
5. Bejeweled
6. Mastermind
7. Karma

## Dates
| Date              | Ville               | Pays        | Lieu                     | Premières parties | Premières parties |
| ----------------- | ------------------- | ----------- | ------------------------ | ----------------- | ----------------- |
| Amérique du Nord  |                     |             |                          |                   |                   |
| 17 mars 2023      | Glendale            | États-Unis  | State Farm Stadium       | Paramore          | Gayle             |
| 18 mars 2023      | Glendale            | États-Unis  | State Farm Stadium       | Paramore          | Gayle             |
| 24 mars 2023      | Las Vegas           | États-Unis  | Allegiant Stadium        | Beabadoobee       | Gayle             |
| 25 mars 2023      | Las Vegas           | États-Unis  | Allegiant Stadium        | Beabadoobee       | Gayle             |
| 31 mars 2023      | Arlington           | États-Unis  | AT&T Stadium             | Muna              | Gayle             |
| 1er avril 2023    | Arlington           | États-Unis  | AT&T Stadium             | Beabadoobee       | Gracie Abrams     |
| 2 avril 2023      | Arlington           | États-Unis  | AT&T Stadium             | Beabadoobee       | Gracie Abrams     |
| 13 avril 2023     | Tampa               | États-Unis  | Raymond James Stadium    | Beabadoobee       | Gayle             |
| 14 avril 2023     | Tampa               | États-Unis  | Raymond James Stadium    | Beabadoobee       | Gracie Abrams     |
| 15 avril 2023     | Tampa               | États-Unis  | Raymond James Stadium    | Beabadoobee       | Gracie Abrams     |
| 21 avril 2023     | Houston             | États-Unis  | NRG Stadium              | Beabadoobee       | Gracie Abrams     |
| 22 avril 2023     | Houston             | États-Unis  | NRG Stadium              | Beabadoobee       | Gracie Abrams     |
| 23 avril 2023     | Houston             | États-Unis  | NRG Stadium              | Beabadoobee       | Gracie Abrams     |
| 28 avril 2023     | Atlanta             | États-Unis  | Mercedes-Benz Stadium    | Beabadoobee       | Gracie Abrams     |
| 29 avril 2023     | Atlanta             | États-Unis  | Mercedes-Benz Stadium    | Beabadoobee       | Gracie Abrams     |
| 30 avril 2023     | Atlanta             | États-Unis  | Mercedes-Benz Stadium    | Muna              | Gayle             |
| 5 mai 2023        | Nashville           | États-Unis  | Nissan Stadium           | Phoebe Bridgers   | Gracie Abrams     |
| 6 mai 2023        | Nashville           | États-Unis  | Nissan Stadium           | Phoebe Bridgers   | Gayle             |
| 7 mai 2023        | Nashville           | États-Unis  | Nissan Stadium           | Phoebe Bridgers   | Gracie Abrams     |
| 12 mai 2023       | Philadelphie        | États-Unis  | Lincoln Financial Field  | Phoebe Bridgers   | Gayle             |
| 13 mai 2023       | Philadelphie        | États-Unis  | Lincoln Financial Field  | Phoebe Bridgers   | Gayle             |
| 14 mai 2023       | Philadelphie        | États-Unis  | Lincoln Financial Field  | Phoebe Bridgers   | Gracie Abrams     |
| 19 mai 2023       | Foxborough          | États-Unis  | Gillette Stadium         | Phoebe Bridgers   | Gayle             |
| 20 mai 2023       | Foxborough          | États-Unis  | Gillette Stadium         | Phoebe Bridgers   | Gayle             |
| 21 mai 2023       | Foxborough          | États-Unis  | Gillette Stadium         | Phoebe Bridgers   | Gracie Abrams     |
| 26 mai 2023       | East Rutherford     | États-Unis  | MetLife Stadium          | Phoebe Bridgers   | Gayle             |
| 27 mai 2023       | East Rutherford     | États-Unis  | MetLife Stadium          | Phoebe Bridgers   | Gracie Abrams     |
| 28 mai 2023       | East Rutherford     | États-Unis  | MetLife Stadium          | Phoebe Bridgers   | Owenn             |
| 2 juin 2023       | Chicago             | États-Unis  | Soldier Field            | Girl in Red       | Owenn             |
| 3 juin 2023       | Chicago             | États-Unis  | Soldier Field            | Girl in Red       | Owenn             |
| 4 juin 2023       | Chicago             | États-Unis  | Soldier Field            | Muna              | Gracie Abrams     |
| 9 juin 2023       | Détroit             | États-Unis  | Ford Field               | Girl in Red       | Gracie Abrams     |
| 10 juin 2023      | Détroit             | États-Unis  | Ford Field               | Girl in Red       | Owenn             |
| 16 juin 2023      | Pittsburgh          | États-Unis  | Acrisure Stadium         | Girl in Red       | Gracie Abrams     |
| 17 juin 2023      | Pittsburgh          | États-Unis  | Acrisure Stadium         | Girl in Red       | Owenn             |
| 23 juin 2023      | Minneapolis         | États-Unis  | U.S. Bank Stadium        | Girl in Red       | Gracie Abrams     |
| 24 juin 2023      | Minneapolis         | États-Unis  | U.S. Bank Stadium        | Girl in Red       | Owenn             |
| 30 juin 2023      | Cincinnati          | États-Unis  | Paycor Stadium           | Muna              | Gracie Abrams     |
| 1er juillet 2023  | Cincinnati          | États-Unis  | Paycor Stadium           | Muna              | Gracie Abrams     |
| 7 juillet 2023    | Kansas City         | États-Unis  | Arrowhead Stadium        | Muna              | Gracie Abrams     |
| 8 juillet 2023    | Kansas City         | États-Unis  | Arrowhead Stadium        | Muna              | Gracie Abrams     |
| 14 juillet 2023   | Denver              | États-Unis  | Mile High Stadium        | Muna              | Gracie Abrams     |
| 15 juillet 2023   | Denver              | États-Unis  | Mile High Stadium        | Muna              | Gracie Abrams     |
| 22 juillet 2023   | Seattle             | États-Unis  | Lumen Field              | Haim              | Gracie Abrams     |
| 23 juillet 2023   | Seattle             | États-Unis  | Lumen Field              | Haim              | Gracie Abrams     |
| 28 juillet 2023   | Santa Clara         | États-Unis  | Levi's Stadium           | Haim              | Gracie Abrams     |
| 29 juillet 2023   | Santa Clara         | États-Unis  | Levi's Stadium           | Haim              | Gracie Abrams     |
| 3 août 2023       | Inglewood           | États-Unis  | SoFi Stadium             | Haim              | Gracie Abrams     |
| 4 août 2023       | Inglewood           | États-Unis  | SoFi Stadium             | Haim              | Owenn             |
| 5 août 2023       | Inglewood           | États-Unis  | SoFi Stadium             | Haim              | Gayle             |
| 7 août 2023       | Inglewood           | États-Unis  | SoFi Stadium             | Haim              | Gracie Abrams     |
| 8 août 2023       | Inglewood           | États-Unis  | SoFi Stadium             | Haim              | Gracie Abrams     |
| 9 août 2023       | Inglewood           | États-Unis  | SoFi Stadium             | Haim              | Gayle             |
| 24 août 2023      | Mexico              | Mexique     | Foro Sol                 | Sabrina Carpenter | Sabrina Carpenter |
| 25 août 2023      | Mexico              | Mexique     | Foro Sol                 | Sabrina Carpenter | Sabrina Carpenter |
| 26 août 2023      | Mexico              | Mexique     | Foro Sol                 | Sabrina Carpenter | Sabrina Carpenter |
| 27 août 2023      | Mexico              | Mexique     | Foro Sol                 | Sabrina Carpenter | Sabrina Carpenter |
| Amérique du Sud   |                     |             |                          |                   |                   |
| 9 novembre 2023   | Buenos Aires        | Argentine   | Estadio Más Monumental   | Sabrina Carpenter | Sabrina Carpenter |
| 11 novembre 2023  | Buenos Aires        | Argentine   | Estadio Más Monumental   | Sabrina Carpenter | Sabrina Carpenter |
| 12 novembre 2023  | Buenos Aires        | Argentine   | Estadio Más Monumental   | Sabrina Carpenter | Sabrina Carpenter |
| 17 novembre 2023  | Rio de Janeiro      | Brésil      | Estàdio Nilton Santos    | Sabrina Carpenter | Sabrina Carpenter |
| 19 novembre 2023  | Rio de Janeiro      | Brésil      | Estàdio Nilton Santos    | Sabrina Carpenter | Sabrina Carpenter |
| 20 novembre 2023  | Rio de Janeiro      | Brésil      | Estàdio Nilton Santos    | Sabrina Carpenter | Sabrina Carpenter |
| 24 novembre 2023  | São Paulo           | Brésil      | Allianz Parque           | Sabrina Carpenter | Sabrina Carpenter |
| 25 novembre 2023  | São Paulo           | Brésil      | Allianz Parque           | Sabrina Carpenter | Sabrina Carpenter |
| 26 novembre 2023  | São Paulo           | Brésil      | Allianz Parque           | Sabrina Carpenter | Sabrina Carpenter |
| Japon             |                     |             |                          |                   |                   |
| 7 février 2024    | Tokyo               | Japon       | Tokyo Dome               | N/A               | N/A               |
| 8 février 2024    | Tokyo               | Japon       | Tokyo Dome               | N/A               | N/A               |
| 9 février 2024    | Tokyo               | Japon       | Tokyo Dome               | N/A               | N/A               |
| 10 février 2024   | Tokyo               | Japon       | Tokyo Dome               | N/A               | N/A               |
| Australie         |                     |             |                          |                   |                   |
| 16 février 2024   | Melbourne           | Australie   | Melbourne Cricket Ground | Sabrina Carpenter | Sabrina Carpenter |
| 17 février 2024   | Melbourne           | Australie   | Melbourne Cricket Ground | Sabrina Carpenter | Sabrina Carpenter |
| 18 février 2024   | Melbourne           | Australie   | Melbourne Cricket Ground | Sabrina Carpenter | Sabrina Carpenter |
| 23 février 2024   | Sydney              | Australie   | Accor Stadium            | Sabrina Carpenter | Sabrina Carpenter |
| 24 février 2024   | Sydney              | Australie   | Accor Stadium            | Sabrina Carpenter | Sabrina Carpenter |
| 25 février 2024   | Sydney              | Australie   | Accor Stadium            | Sabrina Carpenter | Sabrina Carpenter |
| 26 février 2024   | Sydney              | Australie   | Accor Stadium            | Sabrina Carpenter | Sabrina Carpenter |
| Singapour         |                     |             |                          |                   |                   |
| 2 mars 2024       | Singapour           | Singapour   | Stade national           | Sabrina Carpenter | Sabrina Carpenter |
| 3 mars 2024       | Singapour           | Singapour   | Stade national           | Sabrina Carpenter | Sabrina Carpenter |
| 4 mars 2024       | Singapour           | Singapour   | Stade national           | Sabrina Carpenter | Sabrina Carpenter |
| 7 mars 2024       | Singapour           | Singapour   | Stade national           | Sabrina Carpenter | Sabrina Carpenter |
| 8 mars 2024       | Singapour           | Singapour   | Stade national           | Sabrina Carpenter | Sabrina Carpenter |
| 9 mars 2024       | Singapour           | Singapour   | Stade national           | Sabrina Carpenter | Sabrina Carpenter |
| Europe            |                     |             |                          |                   |                   |
| 9 mai 2024        | Paris               | France      | Paris La Défense Arena   | Paramore          | Paramore          |
| 10 mai 2024       | Paris               | France      | Paris La Défense Arena   | Paramore          | Paramore          |
| 11 mai 2024       | Paris               | France      | Paris La Défense Arena   | Paramore          | Paramore          |
| 12 mai 2024       | Paris               | France      | Paris La Défense Arena   | Paramore          | Paramore          |
| 17 mai 2024       | Stockholm           | Suède       | Friends Arena            | Paramore          | Paramore          |
| 18 mai 2024       | Stockholm           | Suède       | Friends Arena            | Paramore          | Paramore          |
| 19 mai 2024       | Stockholm           | Suède       | Friends Arena            | Paramore          | Paramore          |
| 24 mai 2024       | Lisbonne            | Portugal    | Estádio da Luz           | Paramore          | Paramore          |
| 25 mai 2024       | Lisbonne            | Portugal    | Estádio da Luz           | Paramore          | Paramore          |
| 29 mai 2024       | Madrid              | Espagne     | Stade Santiago Bernabéu  | Paramore          | Paramore          |
| 30 mai 2024       | Madrid              | Espagne     | Stade Santiago Bernabéu  | Paramore          | Paramore          |
| 2 juin 2024       | Lyon                | France      | Groupama Stadium         | Paramore          | Paramore          |
| 3 juin 2024       | Lyon                | France      | Groupama Stadium         | Paramore          | Paramore          |
| 7 juin 2024       | Édimbourg           | Royaume-Uni | BT Murrayfield Stadium   | Paramore          | Paramore          |
| 8 juin 2024       | Édimbourg           | Royaume-Uni | BT Murrayfield Stadium   | Paramore          | Paramore          |
| 9 juin 2024       | Édimbourg           | Royaume-Uni | BT Murrayfield Stadium   | Paramore          | Paramore          |
| 13 juin 2024      | Liverpool           | Royaume-Uni | Anfield                  | Paramore          | Paramore          |
| 14 juin 2024      | Liverpool           | Royaume-Uni | Anfield                  | Paramore          | Paramore          |
| 15 juin 2024      | Liverpool           | Royaume-Uni | Anfield                  | Paramore          | Paramore          |
| 18 juin 2024      | Cardiff             | Royaume-Uni | Principality Stadium     | Paramore          | Paramore          |
| 21 juin 2024      | Londres             | Royaume-Uni | Stade de Wembley         | METTE             | Paramore          |
| 22 juin 2024      | Londres             | Royaume-Uni | Stade de Wembley         | Griff             | Paramore          |
| 23 juin 2024      | Londres             | Royaume-Uni | Stade de Wembley         | Benson Boone      | Paramore          |
| 28 juin 2024      | Dublin              | Irlande     | Aviva Stadium            | Paramore          | Paramore          |
| 29 juin 2024      | Dublin              | Irlande     | Aviva Stadium            | Paramore          | Paramore          |
| 30 juin 2024      | Dublin              | Irlande     | Aviva Stadium            | Paramore          | Paramore          |
| 4 juillet 2024    | Amsterdam           | Pays-Bas    | Johan Cruyjff Arena      | Paramore          | Paramore          |
| 5 juillet 2024    | Amsterdam           | Pays-Bas    | Johan Cruyjff Arena      | Paramore          | Paramore          |
| 6 juillet 2024    | Amsterdam           | Pays-Bas    | Johan Cruyjff Arena      | Paramore          | Paramore          |
| 9 juillet 2024    | Zurich              | Suisse      | Stade du Letzigrund      | Paramore          | Paramore          |
| 10 juillet 2024   | Zurich              | Suisse      | Stade du Letzigrund      | Paramore          | Paramore          |
| 13 juillet 2024   | Milan               | Italie      | Stade San Siro           | Paramore          | Paramore          |
| 14 juillet 2024   | Milan               | Italie      | Stade San Siro           | Paramore          | Paramore          |
| 17 juillet 2024   | Gelsenkirchen       | Allemagne   | Veltins-Arena            | Paramore          | Paramore          |
| 18 juillet 2024   | Gelsenkirchen       | Allemagne   | Veltins-Arena            | Paramore          | Paramore          |
| 19 juillet 2024   | Gelsenkirchen       | Allemagne   | Veltins-Arena            | Paramore          | Paramore          |
| 23 juillet 2024   | Hambourg            | Allemagne   | Volksparkstadion         | Paramore          | Paramore          |
| 24 juillet 2024   | Hambourg            | Allemagne   | Volksparkstadion         | Paramore          | Paramore          |
| 27 juillet 2024   | Munich              | Allemagne   | Stade olympique          | Paramore          | Paramore          |
| 28 juillet 2024   | Munich              | Allemagne   | Stade olympique          | Paramore          | Paramore          |
| 1er août 2024     | Varsovie            | Pologne     | Stade national           | Paramore          | Paramore          |
| 2 août 2024       | Varsovie            | Pologne     | Stade national           | Paramore          | Paramore          |
| 3 août 2024       | Varsovie            | Pologne     | Stade national           | Paramore          | Paramore          |
| 15 août 2024      | Londres             | Royaume-Uni | Stade de Wembley         | SOFIA ISELLA      | Paramore          |
| 16 août 2024      | Londres             | Royaume-Uni | Stade de Wembley         | Holly Humberstone | Paramore          |
| 17 août 2024      | Londres             | Royaume-Uni | Stade de Wembley         | Suki Waterhouse   | Paramore          |
| 19 août 2024      | Londres             | Royaume-Uni | Stade de Wembley         | Maisie Peters     | Paramore          |
| 20 août 2024      | Londres             | Royaume-Uni | Stade de Wembley         | RAYE              | Paramore          |
| Amérique du Nord  |                     |             |                          |                   |                   |
| 18 octobre 2024   | Miami               | États-Unis  | Hard Rock Stadium        | Gracie Abrams     | Gracie Abrams     |
| 19 octobre 2024   | Miami               | États-Unis  | Hard Rock Stadium        | Gracie Abrams     | Gracie Abrams     |
| 20 octobre 2024   | Miami               | États-Unis  | Hard Rock Stadium        | Gracie Abrams     | Gracie Abrams     |
| 25 octobre 2024   | La Nouvelle-Orléans | États-Unis  | Caesars Superdome        | Gracie Abrams     | Gracie Abrams     |
| 26 octobre 2024   | La Nouvelle-Orléans | États-Unis  | Caesars Superdome        | Gracie Abrams     | Gracie Abrams     |
| 27 octobre 2024   | La Nouvelle-Orléans | États-Unis  | Caesars Superdome        | Gracie Abrams     | Gracie Abrams     |
| 1er novembre 2024 | Indianapolis        | États-Unis  | Lucas Oil Stadium        | Gracie Abrams     | Gracie Abrams     |
| 2 novembre 2024   | Indianapolis        | États-Unis  | Lucas Oil Stadium        | Gracie Abrams     | Gracie Abrams     |
| 3 novembre 2024   | Indianapolis        | États-Unis  | Lucas Oil Stadium        | Gracie Abrams     | Gracie Abrams     |
| 14 novembre 2024  | Toronto             | Canada      | Centre Rogers            | Gracie Abrams     | Gracie Abrams     |
| 15 novembre 2024  | Toronto             | Canada      | Centre Rogers            | Gracie Abrams     | Gracie Abrams     |
| 16 novembre 2024  | Toronto             | Canada      | Centre Rogers            | Gracie Abrams     | Gracie Abrams     |
| 21 novembre 2024  | Toronto             | Canada      | Centre Rogers            | Gracie Abrams     | Gracie Abrams     |
| 22 novembre 2024  | Toronto             | Canada      | Centre Rogers            | Gracie Abrams     | Gracie Abrams     |
| 23 novembre 2024  | Toronto             | Canada      | Centre Rogers            | Gracie Abrams     | Gracie Abrams     |
| 6 décembre 2024   | Vancouver           | Canada      | BC Place                 | Gracie Abrams     | Gracie Abrams     |
| 7 décembre 2024   | Vancouver           | Canada      | BC Place                 | Gracie Abrams     | Gracie Abrams     |
| 8 décembre 2024   | Vancouver           | Canada      | BC Place                 | Gracie Abrams     | Gracie Abrams     |

### Concerts annulés
| Date         | Ville  | Pays     | Lieu               | Premières parties | Premières parties | Raison            |
| Europe       | Europe | Europe   | Europe             | Europe            | Europe            | Europe            |
| ------------ | ------ | -------- | ------------------ | ----------------- | ----------------- | ----------------- |
| 8 août 2024  | Vienne | Autriche | Stade Ernst-Happel | Paramore          | Projet d’attentat | Projet d’attentat |
| 9 août 2024  | Vienne | Autriche | Stade Ernst-Happel | Paramore          | Projet d’attentat | Projet d’attentat |
| 10 août 2024 | Vienne | Autriche | Stade Ernst-Happel | Paramore          | Projet d’attentat | Projet d’attentat |

## Taylor Swift: The Eras Tour, le film
En octobre 2023, la chanteuse américaine annonce via les réseaux sociaux, la diffusion au cinéma de son concert The Eras Tour. Les premières séances débutent le 13 octobre. Pour la première fin de semaine de sa diffusion, le film récolte 92 millions de dollars au box-office nord-américain.
Pour l’industrie du divertissement, la diffusion et la popularité de ce concert marque l’histoire. Avec ces 92 millions de dollars récoltés en un seul weekend, Taylor Swift : The Eras Tour s’est hissé tout en haut du palmarès dans sa catégorie, allant jusqu’à détrôner le concert film de Justin Bieber, Justin Bieber : Never Say Never, ayant lui-même engrangé en 2011 73 millions de dollars durant son exploitation en salles.
L’annonce de la sortie du film a eu un impact supplémentaire sur la sortie d’un autre film attendu par le public. L'Exorciste : Dévotion qui devait sortir le même jour que le film de Taylor Swift est déplacé. Pour éviter un second Barbenheimer, le distributeur Universal annonce que le film sur la possession démoniaque sortira le 6 octobre.
Le film « The Eras Tour (Taylor’s Version) » est rendu disponible sur la plateforme de streaming Disney+ depuis le 15 mars 2024.